# Episodi di Gaycation (prima stagione)
La prima stagione della serie televisiva Gaycation, composta da 4 episodi, non è mai stata trasmessa in Italia.
Negli Stati Uniti d'America è stata trasmessa dal 2 marzo 2016 da Viceland.
Lo speciale della prima stagione è andato in onda il 24 agosto 2016.
| nº       | Titolo originale            | Prima TV USA   | Prima TV Italia |
| -------- | --------------------------- | -------------- | --------------- |
| 1        | Japan                       | 2 marzo 2016   | Inedita         |
| 2        | Brazil                      | 9 marzo 2016   | Inedita         |
| 3        | Jamaica                     | 16 marzo 2016  | Inedita         |
| 4        | United States               | 23 marzo 2016  | Inedita         |
| Speciale | Gaycation Presents: Orlando | 24 agosto 2016 | Inedita         |

## Japan
Nella prima serie, Ellen e Ian esplorano le contraddizioni che circondano la comunità LGBTQ in Giappone, immergendosi nella cultura e incontrando persone che hanno lottato con l'ambigua posizione della nazione sull'omosessualità.

## Brazil
Una visita a Rio de Janeiro, in Brasile, esplora come la comunità queer brasiliana riesce a vivere in un posto che ha il più alto tasso di omicidi LGBTQ al mondo.

## Jamaica
Ellen e Ian si recano in Giamaica, un paese noto per la sua omofobia, ed esplorano come viene percepita la comunità gay della zona.

## United States
Ellen e Ian fanno un viaggio dall'Iowa a New York durante il quale esplorano sia i progressi che le battute d'arresto del movimento LGBTQ negli Stati Uniti. Iniziano con una breve deviazione a Saskatchewan in Canada per partecipare ad un raduno. Nell'Iowa Ellen chiede al senatore Ted Cruz la sua posizione sui diritti LGBT. Il loro viaggio termina alla sfilata del Gay Pride a New York.

## Gaycation Presents: Orlando
In uno speciale di Gaycation Ellen Page e Ian Daniel siedono con un gruppo eterogeneo di persone colpite dalla strage di Orlando per discutere le conseguenze del tragico evento.